# Criptomoedas no Brasil

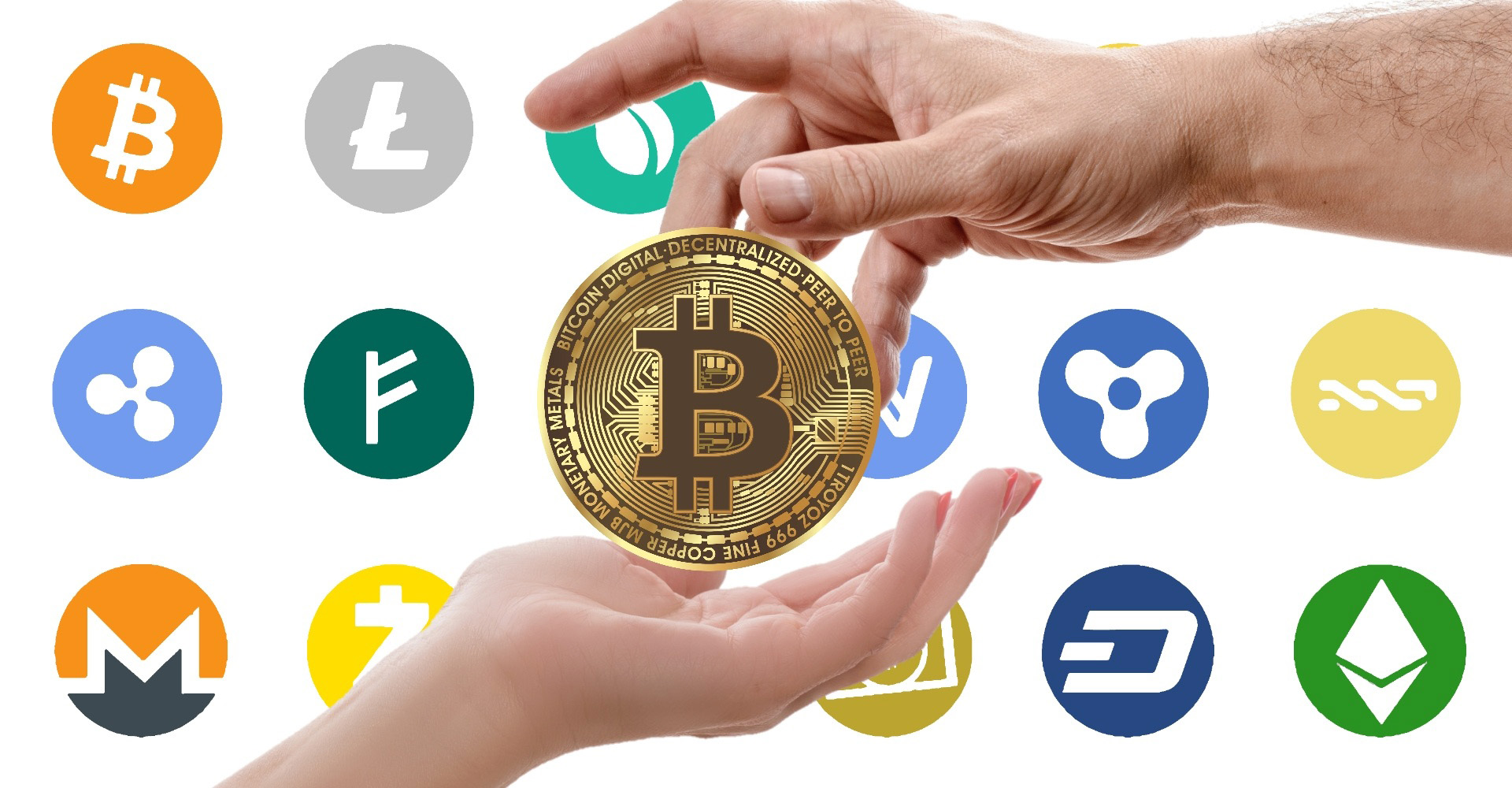
Logotipos de algumas criptomoedas.

O mercado de criptomoedas no Brasil está em análise para a ser mais fiscalizado. A Receita Federal planeja a primeira medida para regulamentar as moedas virtuais no país, em um esforço para cobrar impostos de quem negocia criptomoedas como o Bitcoin e fazendo as corretoras (exchanges) a prestar informações sobre todas as transações de compra e venda, assim tentando conter o uso da tecnologia para lavagem de dinheiro. Já ocorreram fraudes financeiras vultosas no país, envolvendo criptomoedas falsas como a Kriptacoin (um esquema em pirâmide que lesou investidores em aproximadamente 250 milhões de reais em 2017).
A Receita Federal estima que já existam mais brasileiros movimentando criptomoedas do que investindo na bolsa, por exemplo, na B3, são 800 mil investidores cadastrados. Além disso, o mercado de Bitcoins movimentou mais de R$ 8 bilhões no país apenas no ano passado. O Fisco vê a medida como uma maneira de cobrar impostos de quem trabalha com criptomoedas.
Dentre as criptomoedas criadas no Brasil cita-se: Blood Donation Coin, MartexCoin, CriptoReal, Lunes, ZCore, Niobio Cash, Nelore Coin, JEDALs.
Toda esta adesão fez o mercado cripto/blockchain crescer no país e, de acordo com uma pesquisa realizada pela Global Digital Report, o Brasil foi classificado com o quinto país do mundo com maior quantidade de usuários de Bitcoin e outras criptomoedas. Segundo os dados levantados, cerca de 8,1% dos brasileiros entre 16 e 64 anos possui alguma criptomoeda, colocando a nação à frente dos Estados Unidos, Japão, China e também acima da média mundial que está em torno de 5,5%.

## BRZ
Em setembro de 2020, a criptomoeda brasileira BRZ atingiu um marco importante ao ser considerada a stablecoin com o maior volume de negociação do mercado. Entre julho e agosto de 2020, a stablecoin brasileira movimentou R$ 620 milhões em negociações de balcão. No final de 2020, a Transfero Swiss, emissora da BRZ, divulgou o primeiro relatório de auditoria das reservas em moeda fiduciária mantidas como colateral da stablecoin. O relatório foi assinado pelos escritórios CMT Law e FMC Law, atestando uma reserva total de R$ 47,653 milhões, equivalente a 106% do total de 45 milhões de BRZ existentes. No início de 2021, a stablecoin expandiu sua atuação, anunciando integração com a blockchain Solana, que é considerada mais veloz e econômica do que o Ethereum, que é mais robusto mas sofre com problemas de escalabilidade.

## Stablecoin Alliance e criptomoeda brasileira
A Stablecoin Alliance, uma organização sem fins lucrativos, foi criada por cinco países que se uniram para acelerar a adoção de stablecoins em todo o mundo. A aliança é formada pela Indonésia, Canadá, Turquia, Europa e Brasil. O Brasil está sendo representado pela criptomoeda brasileira BRZ, a Turquia pela BiLira, Europa pela EURS, Indonésia com Rupiah Token e Canadá com Stablecorp.

## ABCripto e autorregulação
A Associação Brasileira de Criptoeconomia (ABCripto) foi criada em 2017 e reúne empresas do setor que atuam no Brasil, como Foxbit, Novadax e Mercado Bitcoin. Em 2020, a entidade lançou um código voltado à autorregulação do setor, seguindo modelos de outros países.

## Portais de notícias
Com o advento do uso e popularização das criptomoedas no Brasil, diversos portais nacionais de notícias especializados surgiram, como o Livecoins, Portal do Bitcoin e CriptoFácil.